# 冰头

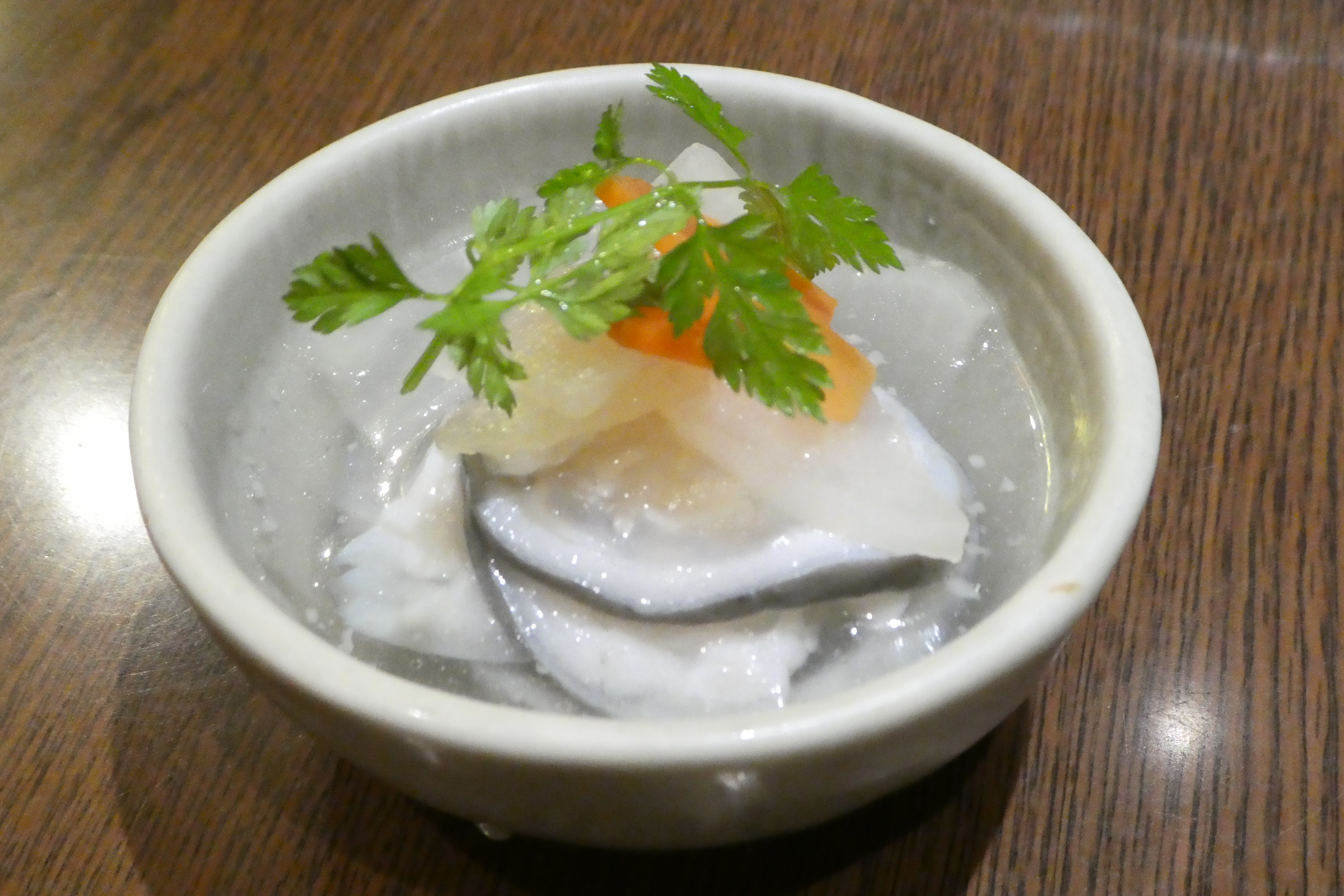
冰头

氷頭膾(日本語：ふじなます)是以鮭魚的頭部之軟骨部位用醋浸泡、醃漬後的一種稱之為"膾"
的料理

## 概述
「冰頭」指的是鮭魚的鼻腔先端的軟骨部位，因為其軟骨就像冰塊一樣清澄通透而得名
作為御節料理的其中一種，經常在正月等節日，作為祝賀料理中登場，本來應該是只有可以捕獲鮭魚的產地才有辦法製作出來的料理，但是由於鹽漬鮭魚「新巻鮭」等保存方法的利用，才得以在冷藏技術普及之前以東日本為首流行到日本全國各地。

## 作法
將新鮮的魚，或者新巻鮭的頭部軟骨部位切成薄片，先抹上鹽巴後使其多餘的水分得以滲出
接著再用醋將鹽巴與血水等清洗乾淨，之後再用醋浸泡一段時間。
之後再與切碎的白蘿蔔、醋、砂糖、鹽等混合而成的調味料加再一起。之後再按照個人喜好將切成細絲的柚子皮等進行配色，甚至是用鮭魚卵最後的點綴也可以。
軟骨通透的模樣以及充滿嚼勁的口感是本菜色的特點

## 脚注
Template:脚注ヘルプ

## 相关项目
- 蛋白多糖——鲑鱼冰盖富含蛋白多糖，是软骨的主要成分。